# Garath McCleary
Garath James McCleary (Oxford, 1987. május 15. –) angol-jamaicai labdarúgó, a Wycombe Wanderers középpályása.

## Pályafutása

### Klubcsapatokban

#### Kezdetekben
McCleary az oxfordshire-i Oxford városában született. Labdarúgó pályafutását az Oxford Citynél kezdte, majd az Oxford Unitednél is megfordult, de soha nem írt alá szerződést a csapattal, annak ellenére, hogy három hónapot töltött a klubnál.
2005-ben a Slough Townhoz csatlakozott, ahol 24 mérkőzésen játszott és hatszor volt eredményes. Ezt követően 2007 januárjában a Bromley csapatához igazolt. Összesen több mint 40 alkalommal lépett pályára a Bromley színeiben, és 11 gólt szerzett. Colin Calderwood, a Nottingham Forest menedzsere próbajátékot kínált neki a City Groundban, ahol elég jól teljesített ahhoz, hogy 2008. január 31-én szerződést kapjon.

#### Nottingham Forest
2008. március 3-án, a Carlisle United elleni 1–0-s hazai vereség alkalmával, a 87. percben csereként mutatkozott be a Nottingham Forestben. Első gólját a klub színeiben 2008. április 1-jén szerezte a hosszabbításban, a Carlisle ellen 2–0-ra megnyert mérkőzésen. Április 5-én debütált a kezdőcsapatban a Cheltenham Town ellen, a 3–1-es siker alkalmával, ahol végül a meccs emberének is megválasztották.
A 2011–12-es szezonban kilenc gólt szerzett, miután 2011 decemberében visszatért a sérüléséből; ezek közül hat márciusban született. Négy gólt szerzett a Leeds United elleni gólgazdag mérkőzésen, az Elland Roadon, ahol a Forest 7–3-ra győzött. Kiemelkedő márciusi teljesítményét követően a hónap játékosának választották a bajnokságban. A Forest szurkolói őt választották a csapat szezon játékosának, megelőzve Joel Lynchet és Chris Guntert, akik a második és harmadik helyen végeztek.

#### Reading
2012. május 16-án bejelentették, hogy McCleary visszautasította az új szerződést, amit a Forest ajánlott neki, és helyette hároméves megállapodást írt alá a Reading csapatával, hogy beteljesítse álmát, és a Premier League-ben játszhasson. Első gólját a Reading színeiben a Fulham elleni 3–3-as döntetlen alkalmával szerezte.
2014. október 3-án új szerződést írt alá a Readinggel, amely 2017 nyaráig szólt, majd 2017. január 17-én ismét meghosszabbította szerződését, ezúttal 2020 nyaráig.

#### Wycombe Wanderers
2020. november 4-én a Wycombe Wanderers menedzsere egy élő internetes közvetítés során bejelentette, hogy a klub szerződtette McCleary-t, aki a jelenlegi szezon végéig szabad átigazolás keretében edzett a csapatnál. Első gólját a Wycombe színeiben a Preston North End elleni 2–2-es döntetlen alkalmával szerezte 2020. december 5-én.

### A válogatottban
2012 októberében a Jamaicai labdarúgó-szövetség kijelölte őt, hogy a 2014-es világbajnoki selejtezők során Jamaicát képviselje. Első meghívóját a jamaicai válogatottba 2013. január 24-én kapta, a Readingben szereplő csapattársaival, Jobi McAnuff-fal és Adrian Mariappával együtt. Kezdőként lépett pályára a Mexikó elleni mérkőzésen, amely 0–0-s döntetlennel zárult.

## Statisztika

### Klubcsapatokban
| Klub              | Szezon           | Bajnokság        | Bajnokság | Bajnokság | FA-kupa | FA-kupa | Ligakupa | Ligakupa | Egyéb | Egyéb | Összes | Összes |
| Klub              | Szezon           | Liga             | Mérk.     | Gólok     | Mérk.   | Gólok   | Mérk.    | Gólok    | Mérk. | Gólok | Mérk.  | Gólok  |
| ----------------- | ---------------- | ---------------- | --------- | --------- | ------- | ------- | -------- | -------- | ----- | ----- | ------ | ------ |
| Oxford City       | 2004–05          | Southern West    | 22        | 3         | 1       | 0       | —        | —        | 6     | 3     | 29     | 6      |
| Slough Town       | 2005–06          | Isthmian Premier | 24        | 7         | 0       | 0       | —        | —        | 7     | 2     | 31     | 9      |
| Slough Town       | 2006–07          | Isthmian Premier | 9         | 0         | 1       | 0       | —        | —        | 1     | 0     | 11     | 0      |
| Slough Town       | Összesen         | Összesen         | 33        | 7         | 1       | 0       | —        | —        | 8     | 2     | 42     | 9      |
| Bromley           | 2006–07          | Isthmian Premier | 6         | 2         | 0       | 0       | —        | —        | 9     | 1     | 15     | 3      |
| Bromley           | 2007–08          | Conference South | 18        | 6         | 4       | 2       | —        | —        | 5     | 0     | 27     | 8      |
| Bromley           | Összesen         | Összesen         | 24        | 8         | 4       | 2       | —        | —        | 14    | 1     | 42     | 11     |
| Nottingham Forest | 2007–08          | League One       | 8         | 1         | 0       | 0       | 0        | 0        | 0     | 0     | 8      | 1      |
| Nottingham Forest | 2008–09          | Championship     | 39        | 1         | 2       | 0       | 2        | 0        | —     | —     | 43     | 1      |
| Nottingham Forest | 2009–10          | Championship     | 24        | 0         | 2       | 0       | 1        | 0        | 0     | 0     | 27     | 0      |
| Nottingham Forest | 2010–11          | Championship     | 18        | 2         | 2       | 0       | 1        | 0        | 1     | 0     | 22     | 2      |
| Nottingham Forest | 2011–12          | Championship     | 22        | 9         | 1       | 0       | 0        | 0        | —     | —     | 23     | 9      |
| Nottingham Forest | Összesen         | Összesen         | 111       | 13        | 7       | 0       | 4        | 0        | 1     | 0     | 123    | 13     |
| Reading           | 2012–13          | Premier League   | 31        | 3         | 3       | 1       | 3        | 0        | —     | —     | 37     | 4      |
| Reading           | 2013–14          | Championship     | 42        | 5         | 1       | 0       | 0        | 0        | —     | —     | 43     | 5      |
| Reading           | 2014–15          | Championship     | 26        | 1         | 4       | 2       | 0        | 0        | —     | —     | 30     | 3      |
| Reading           | 2015–16          | Championship     | 34        | 4         | 2       | 0       | 2        | 1        | —     | —     | 38     | 5      |
| Reading           | 2016–17          | Championship     | 41        | 9         | 1       | 0       | 1        | 0        | 2     | 0     | 45     | 9      |
| Reading           | 2017–18          | Championship     | 18        | 0         | 2       | 0       | 1        | 0        | —     | —     | 21     | 0      |
| Reading           | 2018–19          | Championship     | 31        | 0         | 1       | 0       | 0        | 0        | —     | —     | 32     | 0      |
| Reading           | 2019–20          | Championship     | 19        | 1         | 5       | 0       | 0        | 0        | —     | —     | 24     | 1      |
| Reading           | Összesen         | Összesen         | 242       | 23        | 19      | 3       | 7        | 1        | 2     | 0     | 270    | 27     |
| Wycombe Wanderers | 2020–21          | Championship     | 32        | 4         | 1       | 0       | 0        | 0        | —     | —     | 33     | 4      |
| Wycombe Wanderers | 2021–22          | League One       | 42        | 11        | 0       | 0       | 0        | 0        | 4     | 0     | 46     | 11     |
| Wycombe Wanderers | 2022–23          | League One       | 39        | 6         | 0       | 0       | 0        | 0        | —     | —     | 39     | 6      |
| Karrier összesen  | Karrier összesen | Karrier összesen | 546       | 76        | 33      | 5       | 11       | 1        | 35    | 6     | 625    | 88     |

Jegyzetek
1. ↑  Két mérkőzés és két gól az FA Trophy-ban, egy mérkőzés és egy gól a Southern League Cup-ban és három mérkőzés az Oxfordshire Senior Cup-ban
2. ↑  Öt mérkőzés és két gól az Isthmian League Cup-ban, két mérkőzés a Berks & Bucks Senior Cup-ban
3. ↑  Mérkőzése(i) az Isthmian League Cup-ban
4. 1 2  Mérkőzése(i) a Championship rájátszásban
5. ↑  Egy mérkőzés az EFL Trophy-ban, három mérkőzés a League One rájátszásában

### A válogatottban
| Jamaica  | Jamaica | Jamaica |
| Év       | Mérk.   | Gólok   |
| -------- | ------- | ------- |
| 2013     | 7       | 0       |
| 2014     | 1       | 1       |
| 2015     | 11      | 2       |
| 2016     | 5       | 0       |
| Összesen | 24      | 3       |

### Góljai a jamaicai válogatottban
| #  | Dátum            | Ellenfél    | Eredmény | Kiírás                        | Esemény |
| -- | ---------------- | ----------- | -------- | ----------------------------- | ------- |
| 1. | 2014. március 5. | Saint Lucia | 5 – 0    | Barátságos mérkőzés           | 35'     |
| 2. | 2015. július 9.  | Costa Rica  | 2 – 2    | CONCACAF-aranykupa csoportkör | 13'     |
| 3. | 2015. július 14. | Salvador    | 1 – 0    | CONCACAF-aranykupa csoportkör | 72' 75' |

## Sikerei, díjai

### Klubcsapatokban
Wycombe Wanderers
- EFL Trophy ezüstérmes: 2023–24[19]

### Egyéni
- Nottingham Forest A szezon játékosa: 2011–12

## Fordítás
- Ez a szócikk részben vagy egészben  a   Garath McCleary című angol Wikipédia-szócikk fordításán alapul.  Az eredeti cikk szerkesztőit annak laptörténete sorolja fel. Ez a jelzés csupán a megfogalmazás eredetét és a szerzői jogokat jelzi, nem szolgál a cikkben szereplő információk forrásmegjelöléseként.